# 7 Dates of Blashyrkh Tour
Il 7 Dates of Blashyrkh Tour è stato un breve tour del 2007 della band norvegese black metal Immortal.
Il gruppo si era sciolto nel 2003 dopo 13 anni di carriera, e solo nel 2006 Abbath e Horgh penseranno di fare una serie di concerti riunendosi poi definitivamente.
Il posto di bassista fu occupato da Apollyon, proveniente dagli Aura Noir che entrerà poi ufficialmente nella band pubblicando con loro nel 2009 il disco All Shall Fall.
La parte europea del tour si è svolta nei maggiori festival nazionali, con quindi una scaletta più ridotta, mentre invece le due date degli Stati Uniti sono stati spettacoli da headliner.
Dalla data finale del tour, svoltasi al Wacken Open Air, è stato registrato il DVD The Seventh Date of Blashyrkh, pubblicato poi nel 2010.

## Date
| Data           | Città       | Paese     | Luogo                         |  |
| -------------- | ----------- | --------- | ----------------------------- |  |
| Data           | Città       | Paese     | Luogo                         |  |
| 6 aprile 2007  | Oslo        | Norvegia  | Inferno Metal Festival        |  |
| 23 giugno 2007 | Clisson     | Francia   | Hellfest                      |  |
| 29 giugno 2007 | Helsinki    | Finlandia | Tuska Open Air Metal Festival |  |
| 13 luglio 2007 | New York    | USA       | BB King´s Blues Club          |  |
| 15 luglio 2007 | Los Angeles | USA       | The Avalon                    |  |
| 21 luglio 2007 | Tolmino     | Slovenia  | Metalcamp                     |  |
| 4 agosto 2007  | Wacken      | Germania  | Wacken Open Air               |  |

## Scalette
Europa
1. The Sun No Longer Rises
2. Wrath from Above
3. Withstand the Fall of Time
4. Sons of Northern Darkness
5. Tyrants
6. Nebular Ravens Winter
7. Battles in the North
8. Unsilent Storms in the North Abyss
9. One by One
10. At The Heart of Winter
11. Blashyrkh (Mighty Ravendark)

America
1. The Sun No Longer Rises
2. Withstand the Fall of Time
3. Solarfall
4. Sons of Northern Darkness
5. Tyrants
6. One by One
7. Wrath from Above
8. Mountains of Might
9. Unholy Forces of Evil
10. Unsilent Storms in the North Abyss
11. At the Heart of Winter
12. Battles in the North
13. Blashyrkh (Mighty Ravendark)

## Formazione
- Abbath - voce, chitarra
- Apollyon - basso
- Horgh - batteria